# Prudencjusz z Tarazony
Prudencjusz z Tarazony (ur. ?, zm. ?) – święty katolicki, biskup.
Był pustelnikiem, a od 572 roku biskupem diecezji Tarazona.
Jego wspomnienie w Kościele katolickim obchodzone jest 28 kwietnia.